# مانسون‌ویل
مانسون‌ویل (به فرانسوی: Mansonville) یک کامین در فرانسه است که در Canton of Lavit واقع شده‌است.

## خصوصیات
مانسون‌ویل ۱۵٫۴۵ کیلومترمربع مساحت و ۲۷۱ نفر جمعیت دارد و ۹۰ متر بالاتر از سطح دریا واقع شده‌است.